# Estación de Rialb
Rialb es un apeadero ferroviario sin servicio perteneciente al cremallera de Nuria de FGC situado en el municipio de Queralbs.

## Situación ferroviaria
El pequeño apeadero de Rialb se encuentra en el punto kilométrico 4,264 y está situado entre las estaciones de Ribas-Villa y Queralbs a una altitud de 1 022 metros aún en el tramo de adherencia. El tramo es de ancho métrico en vía única y está electrificado.

## La estación
Se encuentra al norte del paso a nivel de la carretera local  GIV-5217 .
Es una instalación muy simple que dispone de un andén sin acondicionar de longitud para una sola composición a la izquierda de la vía (mirando sentido Nuria). Este apeadero era de parada facultativa acordada con el personal del tren. Al no tener acondicionado el andén, éste está cubierto por hierbas, lo que hace que sea indistinguible hasta estar casi a la altura del apeadero. Nada más pasarlo, en sentido ascendente, la vía cruza un paso a nivel y se interna en un túnel donde se inicia el tramo de cremallera y finaliza el de adherencia.

## Servicios ferroviarios
La estación carece de servicios de viajeros, si bien puede ser utilizada como parada técnica.